# Cibo per cani

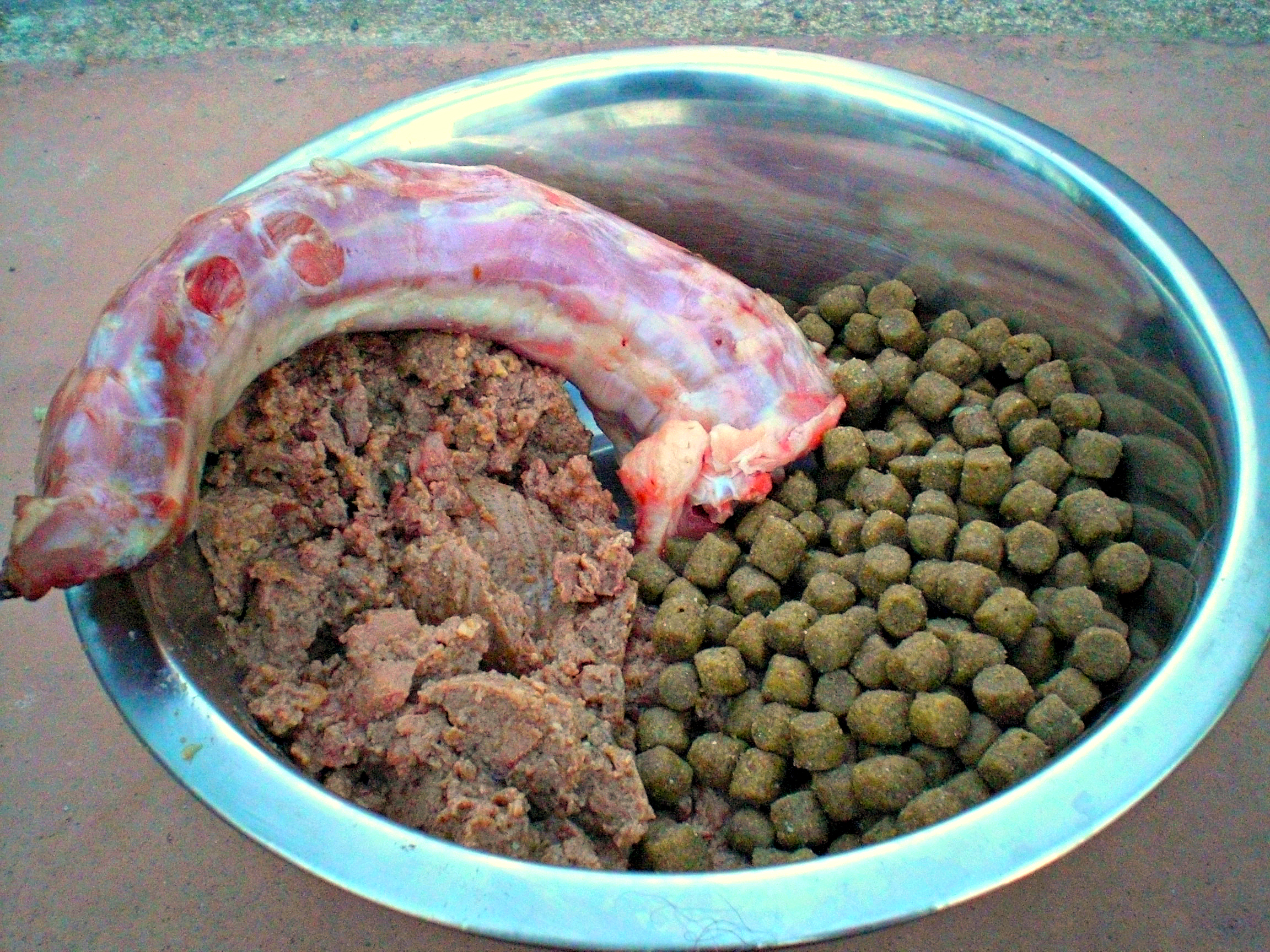
Diversi tipi di cibo per cani

Il cibo per cani è un alimento preparato specificamente per i cani e altri animali affini.

## Premessa
I cani sono animali originariamente carnivori, ma diventati onnivori nel tempo grazie all'addomesticazione. Nonostante ciò, presentano ancora alcuni tratti tipici dei carnivori, ovvero dei denti affilati e appuntiti e un tratto gastrointestinale corto che consente di assimilare la carne più facilmente rispetto alle sostanze vegetali. All'interno dell'organismo dei cani sono presenti dieci geni che permettono a loro di digerire l'amido e il glucosio, nonché di produrre amilasi, un enzima che scompone i carboidrati in zuccheri semplici; tale enzima manca ai carnivori.

## Caratteristiche
Benché abbiano sviluppato nel tempo la capacità di vivere al fianco degli esseri umani nelle società agricole, sopravvivendo fino al giorno d'oggi anche consumando gli avanzi e gli scarti alimentari dei loro padroni, i cani devono nutrirsi con degli alimenti che presentano il giusto apporto energetico e contengono tutte le sostanze nutritive necessarie al benessere dell'animale. Esistono diversi tipi di cibo per cani: i mangimi umidi (le scatolette per cani), i mangimi secchi (le crocchette), e i mangimi semi-umidi.